# Бровиков, Владимир Игнатьевич
Владимир Игнатьевич Бровиков (бел. Уладзі́мір Ігна́тавіч Бро́вікаў; 12 мая 1931, Ветка, Гомельская область, БССР, СССР — 10 февраля 1992, Москва, Россия) — советский и белорусский государственный и партийный деятель. Председатель Совета Министров БССР (1983—1986).

## Образование
В 1955 году окончил Белорусский государственный университет имени В.И. Ленина, в 1969 году — Академию общественных наук при ЦК КПСС. Кандидат философских наук (1969) — тема: «Некоторые теоретические проблемы политической агитации».

## Биография
Родился в семье служащего, белорус. 
- В 1950—1955 годах — студент БГУ, филологический факультет, отделение журналистики.
- В 1955—1963 годах — заведующий отделом, редактор районной газеты «Ленінскі прызыў» в г. Орша, Витебская область.
- В 1963—1965 годах — заместитель секретаря партийного комитета Оршанского производственного колхозно-совхозного управления по идеологической работе.
- В 1965—1966 годах — второй секретарь Оршанского районного комитета КП Беларуси.
- В 1969—1970 годах — редактор газеты «Витебский рабочий».
- В 1970—1972 годах — секретарь Витебского обкома КП Беларуси.
- В 1972—1978 годах — в аппарате ЦК КПСС: инспектор, помощник секретаря ЦК КПСС, заместитель заведующего Отделом организационно-партийной работы ЦК КПСС.
- В 1978—1983 годах — второй секретарь ЦК КП Беларуси.
- В 1983—1986 годах — председатель Совета Министров БССР. С его именем связаны введение в эксплуатацию завода «Могилёвсельмаш», автовокзала «Восточный» в Минске, третьей очереди участка газопровода Торжок–Минск–Ивацевичи, нового молочного завода в Минске и других.
- В 1986—1990 годах — чрезвычайный и полномочный посол СССР в ПНР. (Как отмечал В. Швед: "Горбачев, придя к власти, постарался избавиться от «машеровца» и направил его послом в Польшу"[1].)

На февральском 1990 года Пленуме ЦК КПСС подверг резкой критике политику М. С. Горбачёва (в частности, сказал: «Общество, видите ли, насытившись демократией, не лучшей жизни ждет сейчас, а буквально измаялось без поста президента… «Мы как-то стараемся всё доказать, что народ за перестройку. Но позволительно спросить: за какую? Не за ту ли, которая за неполных пять лет ввергла страну в пучину кризиса, подвела её к черте, у которой мы лицом к лицу столкнулись с разгулом анархии, деградацией экономики, гримасой всеобщей разрухи и падением нравов… Утверждать в этой ситуации, что народ «за», что все это ему по нраву, по меньшей мере, политически непорядочно. Да что тут говорить, вы и сами знаете, товарищи...» и «Это понятие перестройки мы лихо ввели в оборот, но не потрудились наполнить его конкретным и ясным содержанием. Это результат нашей гипертрофированной амбициозности, личных ошибок, которые допустили руководители нашей партии и государства… Стало модным списывать все наши грехи на «проклятое прошлое». А мы-то уже давно расхлёбываем не суточные щи вчерашнего застоя, а кашу, заваренную сегодня, из продуктов перестройки… Вся наша трагедия сегодня в том, что по-прежнему мы никак не можем отказаться от единоличной власти в государстве и партии. Часто руководим по наитию, некомпетентно, недальновидно, заботясь не о благе Отечества, а о других, может быть, больше личных амбициях… Почти убеждён, что все, кого касается моя сегодняшняя критика, так же как и те, кто по старинке ещё занимается подхалимажем, тут же отнесут меня к «бетону». У нас ведь принято уже, что в «перестройщики» зачисляются те, кто подпевает, а те, кто критикует, нарекаются консерваторами»). Повторно критиковал и на мартовском 1990 года Пленуме ЦК («Вместо ускорения (а именно в этом состояла квинтэссенция XXVII съезда) идёт замедление. Вместо повышения уровня жизни людей труда наблюдается его снижение. Вместо реформирования системы государственного и хозяйственного управления во многом происходит её деформация. И, наконец, вместо укрепления партии ведётся линия на её ослабление и дискредитацию. Как, товарищи, понимать все это? ЦК, прежде всего его Политбюро и Секретариат, не подкрепили принятого съездом курса должной организаторской и политической работой. В этом я вижу один из секретов падения авторитета партии. Словом, весь наш реформаторский пар уходит в гудок, в лозунги и бесконечные дебаты в этом зале и смежных с ним. Люди не понимают, что происходит… За провалы решений XXVII съезда должны нести ответственность ЦК и его Политбюро, местные партийные органы. Должны лично отвечать не только товарищ Лигачёв, но и Горбачёв, Медведев, Слюньков, Яковлев, Лукьянов…»). По свидетельству В. Шведа, на том Пленуме Бровиков собирался поставить вопрос об исключении генсека Горбачева из рядов КПСС "за измену интересам советского народа и предательство партии", а также предложить "партийной группе КПСС на Съезде народных депутатов СССР солидарно выступить за освобождение Горбачева М.С. от должности Президента СССР. Политбюро ЦК КПСС в нынешнем его составе распустить". Однако предварительно прозондировав настроение членов Пленума «понял, что его выступление поддержит максимум треть, а то и меньше членов». В том же году Бровиков «по состоянию здоровья» будет выпровожен на пенсию и выведен из состава ЦК КПСС.
- В ноябре 1990 года на XXXI съезде КП Беларуси баллотировался на пост первого секретаря ЦК, но проиграл А. А. Малофееву, получив 46 % голосов.

Высказывался за рыночные формы собственности, но категорически против продажи земли в частные руки.
Член КПСС с 1958. Член ЦК КПСС в 1981–1990. Депутат Совета Национальностей Верховного Совета СССР 10—11 созывов (1979—1989) от Белорусской ССР.
С 1991 года — на пенсии. Умер от рака в нейрохирургической клинике в Москве.
Похоронен в Москве на Новодевичьем кладбище рядом с могилой К. Т. Мазурова.

## Награды
- Орден Ленина
- Два ордена «Знак Почёта»

## Память
- Имя В. И. Бровикова носит одна из улиц в Минске; на доме, где он проживал в 1978—1986 годах, установлена мемориальная доска (г. Минск, пер. Броневой, 4).
- Барельеф с именем на памятнике известным уроженцам Ветковского района. Памятник в форме раскрытой книги установлен в городе Ветка (Гомельская область).